# Lion Books
Lion Books (яп. ライオンブックス, Raion Bukkusu) — японська серія манґи Осаму Тедзуки, створена у 1950-х роках. Вона публікувалася видавництвом Shueisha в журналі Omoshiro Book як додаток. Це ж видавництво публікувало Lion Books II у Weekly Shonen Jump у 1970-х роках, який зазвичай називають The New Lion Books. У 1980-х і 1990-х роках манґа була частково адаптована в експериментальний аніме-серіал.

## Манґа 1950-х років
Жодна з історій не має продовження або зв'язку між собою.
| #  | Назва                                                           | Оригінальна назва                                                         | Дата виходу   |
| -- | --------------------------------------------------------------- | ------------------------------------------------------------------------- | ------------- |
| 1  | Наступні людські істоти (яп. 来るべき人類, Kitarubeki Jinrui)   |                                                                           | серпень 1956  |
| 2  | Чорний космічний промінь (яп. くろい宇宙線, Kuroi Uchū-sen)     |                                                                           | вересень 1956 |
| 3  | Космодром (яп. 宇宙空港, Uchū Kūkō)                             | Космодром                                                                 | жовтень 1956  |
| 4  | Космодром (яп. 宇宙空港, Uchū Kūkō)                             | Оріон №137 (яп. オリオン137星, Orion 137 Hoshi)                           | листопад 1956 |
| 5  | Зелений кіт (яп. 緑の猫, Midori no Neko)                        |                                                                           | грудень 1956  |
| 6  | Стара бабця пророкує землетрус (яп. 恐怖山脈, Kyōfu Sanmyaku)   | Земляний театр 1 (яп. 地球劇場1)                                          | січень 1957   |
| 7  | Вбивство близнюків (яп. 双生児殺人事件, Sōseiji Satsujin Jiken) | Земляний театр 2 (яп. 地球劇場2)                                          | лютий 1957    |
| 8  | Божевільний кордон (яп. 狂った国境, Kurutta Kokkyō)             | Земляний театр 3 (яп. 地球劇場3)                                          | березень 1957 |
| 9  | Багатоокий диявол (яп. 複眼魔人, Fukugan Majin)                 | Багатоокий диявол: Частина 1 (яп. 複眼魔人（前編）, Fukugan Majin Zenpen) | квітень 1957  |
| 10 | Багатоокий диявол (яп. 複眼魔人, Fukugan Majin)                 | Багатоокий диявол: Частина 2 (яп. 複眼魔人（後編）, Fukugan Majin Kōhen)  | травень 1957  |
| 11 | Капітан Скелет (яп. 白骨船長, Hakkotsu Senchō)                  |                                                                           | червень 1957  |
| 12 | Кульова діра в пустелі (яп. 荒野の弾痕, Kōya no Dankon)         |                                                                           | липень 1957   |

## Манґа 1970-х років
Жодна з історій не має продовження або зв'язку між собою.
| #  | Назва                                                                                | Оригінальна назва                                                                                   | Дата виходу       |
| -- | ------------------------------------------------------------------------------------ | --------------------------------------------------------------------------------------------------- | ----------------- |
| 1  | Адачі-ґа Хара (яп. 安達が原, Adachi-ga Hara)                                         | | 22 березня 1971   |
| 2  | Міраж (яп. 白縫, Hakunui)                                                            | | 26 квітня 1971    |
| 3  | Серенада свинячого пупка (яп. ブタのヘソのセレナーデ, Buta no Heso no Serenāde)      | | 24 травня 1971    |
| 4  | Закритий клас (яп. あかずの教室, Akazu no Kyōshitsu)                                 | | 21 червня 1971    |
| 5  | Сто казок (яп. 百物語, Hyaku Monogatari)                                             | Блукання (яп. 百物語・放浪編)                                                                       | 26 липня 1971     |
| 6  | Сто казок (яп. 百物語, Hyaku Monogatari)                                             | Осорезан (яп. 百物語・恐山編)                                                                       | 23 серпня 1971    |
| 7  | Сто казок (яп. 百物語, Hyaku Monogatari)                                             | Золото (яп. 百物語・黄金編)                                                                         | 27 вересня 1971   |
| 8  | Сто казок (яп. 百物語, Hyaku Monogatari)                                             | Узурпація (яп. 百物語・下剋上編)                                                                    | 25 жовтня 1971    |
| 9  | Моса, летюча білка (яп. モモンガのムサ, Momonga no Musa)                             | | 22 листопада 1971 |
| 10 | Колапс (яп. コラープス, Korāpusu)                                                    | | 27 грудня 1971    |
| 11 | Місяць і вовки (яп. 月と狼たち, Tsuki to Okami-tachi)                                | | 17 січня 1972     |
| 12 | Матінка-Ріка (яп. おふくろの河, Ofukuro no Kawa)                                     | | 14 лютого 1972    |
| 13 | Особняк OBA (яп. マンションOBA, Manshon OBA)                                         | | 20 березня 1972   |
| 14 | Колір розквітлої квітки навесні (яп. 春らんまんの花の色, Haru Ranman no Hana no Iro) | | 17 квітня 1972    |
| 15 | Мімігарасу (яп. 耳ガラス, Mimigarasu)                                                | Мімігарасу                                                                                          | 15 травня 1972    |
| 16 | Мімігарасу (яп. 耳ガラス, Mimigarasu)                                                | Дендекоден (яп. でんでこでん, Dendekoden)                                                           | 19 червня 1972    |
| 17 | Семеро чоловіків з космосу (яп. 荒野の七ひき, Kōya no Nana Hiki)                     | | 17 липня 1972     |
| 18 | Марш, вкритий багнюкою (яп. 泥だらけの行進, Dorodarake no Kōshin)                    | | 14 серпня 1972    |
| 19 | Муза і Дон (яп. ミューズとドン, Myūzu to Don)                                        | Муза і Дон 1: Злий (яп. ミューズとドン1-妖獣, Myūzu to Don 1 - Yōjū)                                | 18 вересня 1972   |
| 20 | Муза і Дон (яп. ミューズとドン, Myūzu to Don)                                        | Муза і Дон 2: Поклик поля (яп. ミューズとドン2-野の呼び声, Myūzu to Don 2 - No no Yobigoe)          | 16 жовтня 1972    |
| 21 | Муза і Дон (яп. ミューズとドン, Myūzu to Don)                                        | Муза і Дон 3: Розклад метро (яп. ミューズとドン3地底の時刻表, Myūzu to Don 3 - Chitei no Jigokuhyō) | 20 листопада 1972 |
| 22 | Солодкий запах успіху (яп. 成功のあまきかおり, Seikō no Amaki Kaori)                 | | 18 грудня 1972    |
| 23 | Далека планета (яп. はるかなる星, Harukanaru Hoshi)                                  | | 22 січня 1973     |
| 24 | Дивна школа (яп. 奇動館, Kidō-kan)                                                   | | 19 лютого 1973    |

## Аніме-адаптації
Дві історії з манги були адаптовані в експериментальний аніме-серіал під назвою Lion Books collection. Початкова концепція полягала у створенні 26 нових серій аніме та їх продажу без жодних контрактів на трансляцію з телеканалами. Перша адаптація вийшла у 1983 році за історією «Зелений кіт». Вона вважається першою спробою створити оригінальну відеоанімацію. Не маючи інших серій у виробництві, вона цілком могла би вважатися першою аніме-OVA, але оскільки існує невизначеність щодо того, чи був VHS доступний для продажу на момент завершення виробництва, першим офіційним OVA вважають Dallos. Відомо, що «Зелений кіт» був показаний на 4-ій зустрічі фан-клубу Тедзуки Осаму 10 жовтня того ж року.
Друга історія «Адачі-ґа Хара» була адаптована в 1991 році і стала єдиним фільмом серії, який вийшов на екрани кінотеатрів. Чотири інші історії ніяк не пов'язані з мангою. Серії були перевидані на DVD 21 березня 2003 року. Вони також доступні на потоковому сервісі Viki. Режисером п'яти перших серій став сам Осаму Тедзука, тоді як режисером останньої, показаної на кінофестивалі в Гонконгу, став його син Макото Тедзука (це була його перша робота в аніме).
| Історія | Аніме                                                         | Дата виходу       |
| ------- | ------------------------------------------------------------- | ----------------- |
| 1       | Зелений кіт (яп. 緑の猫, Midori no Neko)                      | 10 жовтня 1983    |
| 2       | Дощовий хлопчик (яп. 雨ふり小僧, Amefuri Kozō)                | 24 грулня 1983    |
| 3       | Лунн летить за вітром (яп. るんは風の中, Run wa Kaze no Naka) | 13 квітня 1985    |
| 4       | Повернення Яматаро (яп. 山太郎かえる, Yamataro Kaeru)         | 15 серпня 1986    |
| 5       | Адачі-ґа Хара (яп. 安達が原, Adachi-ga Hara)                  | 16 листопада 1991 |
| 6       | Акуемон (яп. 悪右衛門, Akuemon)                               | 16 липня 1993     |